# Carlos Solchaga
Carlos Solchaga Catalán, né le 28 mai 1944 à Tafalla (Navarre), est un homme politique espagnol, membre du Parti socialiste ouvrier espagnol (PSOE). Devenu député en 1980, il est nommé ministre de l'Industrie après la victoire du PSOE, en 1982, puis ministre de l'Économie et des Finances, trois ans plus tard. Il quitte le gouvernement en 1993 pour prendre les fonctions de porte-parole du groupe socialiste au Congrès des députés. Il y renonce dès l'année suivante et quitte la politique en 1996.

## Biographie

### Formation et carrière
Il est titulaire d'une licence, obtenue en 1965, et d'un doctorat, passé en 1968, de sciences économiques. Il travaille brièvement pour le ministère des Finances, rejoignant le service des études de la Banque d'Espagne en 1967. Il y reste sept ans et y occupe un poste de chef de section.
Il entre ensuite, en 1974, à l'Institut national de l'industrie (INI) sur proposition de Miguel Boyer, qui le fait adhérer au Parti socialiste à la fin de l'année. Il quitte l'INI au bout de sept mois seulement et retourne à la Banque d'Espagne. En 1976, il est recruté par la Banque de Biscaye.

### Débuts en politique
Il intègre la commission exécutive du Parti socialiste du Pays basque-PSOE (PSE-EE) en février 1978 et se présente aux élections générales du 1er mars 1979, en deuxième place sur la liste socialiste dans la province d'Alava. Il n'est cependant pas élu mais devient, le 22 juin, conseiller au commerce du gouvernement provisoire du Pays basque.
Il entre finalement au Congrès des députés en mars 1980, à la suite de la démission du député socialiste José Antonio Aguiriano, tête de liste en 1979. À peine un mois plus tard, le 22 avril, il est désigné porte-parole du groupe socialiste basque, en remplacement de Txiki Benegas.

### Ministre de González
Après la large victoire du PSOE aux élections générales anticipées du 28 octobre 1982, lors desquelles il est élu député de Navarre, il est nommé ministre de l'Industrie et de l'Énergie dans le premier gouvernement de Felipe González. Au cours de l'important remaniement ministériel du 5 juillet 1985, il remplace Miguel Boyer comme ministre de l'Économie et des Finances.
Réélu député en 1986 et 1989, il est systématiquement reconduit dans ses fonctions ministérielles.

### Fin de carrière
À la suite des élections générales anticipées du 6 juin 1993, il est élu porte-parole du groupe du PSOE au Congrès des députés, par 87 voix contre 66 au sortant Eduardo Martín Toval, issu de l'aile gauche du parti. Il démissionne le 4 mai 1994, quelques jours après avoir affirmé, devant le comité fédéral du PSOE, qu'il était prêt à renoncer à son poste s'il était prouvé qu'il avait été négligent pour empêcher la fraude fiscale de Mariano Rubio, gouverneur de la Banque d'Espagne entre 1984 et 1992.

### Après la politique
Ne s'étant pas représenté aux élections générales anticipées du 3 mars 1996, il quitte la vie politique et rejoint le secteur privé et diverses institutions culturelles. Il a ainsi été nommé membre du comité de parrainage du Musée Reina Sofia le 19 décembre 2005, et élu vice-président un mois plus tard.